# 茉夏
茉夏（まなつ、1994年8月15日 -
）は、コスプレイヤー、グラビアアイドル、DJ、声優、パフォーマーである。
大阪府出身。

## 人物
16歳のころからコスプレを始め、友達がコスプレをしており一緒にイベントに行こうと誘われたことがきっかけである。関西を中心に活躍をしている。2年の交際を経て2018年に一般人のサラリーマンと結婚を発表している。
特技は、ハンドクリームを綺麗に巻くこと。趣味はコスプレ、アニメ鑑賞、土方歳三の追っかけ。おすすめはパイナップルである。

## 生い立ち
1994年8月15日、大阪府に生まれる。小学生のころから少女マンガ・少年マンガを読むことが好きだった。中学生のころ、幼馴染のお兄さんに「夏休みに先生がバーベキューに連れていてくれる」という理由で柔道部に入部している。3年間で黒帯と初段を取っている。得意技は、体落である。中学生の頃かコスプレは認知していたが、「日本橋ストリートフェスタ」くらしかなかった。そこに行けば、コスプレ仲間と知り合え、1、2年で会場に行けば声を掛けられるくらい知り合いができた。

### 高校生のころ
初めてのコスプレは、『Starry☆Sky』である。そこから、ボーカロイドにはまり、初音ミク、『マクロスF』のランカ・リーなど好きなキャラクターのコスプレをしていた。ハンバーガー屋でアルバイトをしており、3ヶ月に1回のペースで新しい衣装を購入していた。このころは、SNSはやっておらず友達同士で写真を交換するだけだった。

### コスプレイヤーとして
2013年7月にTwitterを開設し、コスプレの写真を上げ始めた。このころから少しずつ東京在住の人と知り合うようになりコミケにもデビューしている。『ラブライブ!』の南ことりのコスプレが多くの反響を受けており、『ラブライブ！』のレイヤーを9人集めてコスプレ併せを行っていた。コスプレを仕事にする概念もなかったことや大阪だけで事足りると思っていたので、自分の好きな作品をコスプレするだけで十分と感じていた。

### コスプレを仕事とするようになって
2017年ころからコスプレの仕事をもらうようになり、オファーを多くもらうようになった。Cygamesの『グランブルーファンタジー』が印象に残っている。このころから現在の夫と付き合っており、コスプレ一本で仕事をしようとは思っていなかった。家族を大事にしたいことから現在も大阪を拠点に活動をしている。仕事が忙しくなった、満足したなどの理由によりコスプレを辞める人も多く、趣味で9人集まって『ラブライブ！』コスプレをしていたメンバーも何人残っているのか分からないと述べている。コスプレの活動と主婦の両立するにあたって、SNSでも付き合っている人がいると公言していたことやそれを知ったうえで応援してくれていたファンがいたので、結婚をするときに葛藤はなかった。

### 事務所へ加入するに至った経緯
コロナの影響を受けて自分だけの力ではできないこともあると実感したことやもっと活発的に活動をしていれば良かったという後悔があったためである。

### PPエンタープライズ加入後
代表のよきゅーん（乾曜子）からTwitterのDMがきたことから加入することになった。グラビアの仕事が一番驚いたと述べている。アニメとゲームが原点であるためそれらに関わる仕事をしたいと思っている。特に、『薄桜鬼』『Re：ゼロから始める異世界生活』『ソードアートオンライン』などのライトノベルのファンタジーな世界観のコスプレにチャレンジしたいと語っている。

## 経歴
- 2018年
  - 宮本彩希と共にコスプレイヤーによるプロジェクト『L’érable』（レラブル）に参加。
- 2020年
  - 2月1日　宮本彩希と共にPPエンタープライズに所属[6][7]。
- 2024年
  - 3月31日　PPエンタープライズを退所[8]。

## 出演歴
- コスプレ
  - 『グランブルーファンタジー』　- カリオストロ/ビカラ 役 オフィシャルキャスト